# Dinohippus
Il Dinohippus (dal greco: "cavallo terribile"), è un mammifero erbivoro estinto, appartenente alla tribù degli Equini vissuti nel Nord America circa 10.3 - 3.6 milioni di anni fa, nel Miocene e nel Pliocene.

## Tassonomia
Probabilmente era la specie più prosperosa fra tutti gli Equus del Nord America e dai resti fossili pare che non possedesse una faccia concava. Aveva un particolare "apparato stabile" a livello degli arti, formato da ossa e diversi tendini; questo apparato gli consentiva di conservare l'energia rimanendo in piedi per lunghi periodi. Il Dinohippus è il primo rappresentante degli equini estinti che presenta una forma rudimentale, la quale fornisce ulteriori prove della stretta parentela col cavallo moderno. Inizialmente si pensava che fosse un cavallo monodattilo, ma un reperto fossile rinvenuto nel 1981, in Nebraska, dimostra che alcuni di questi erano tridattili.

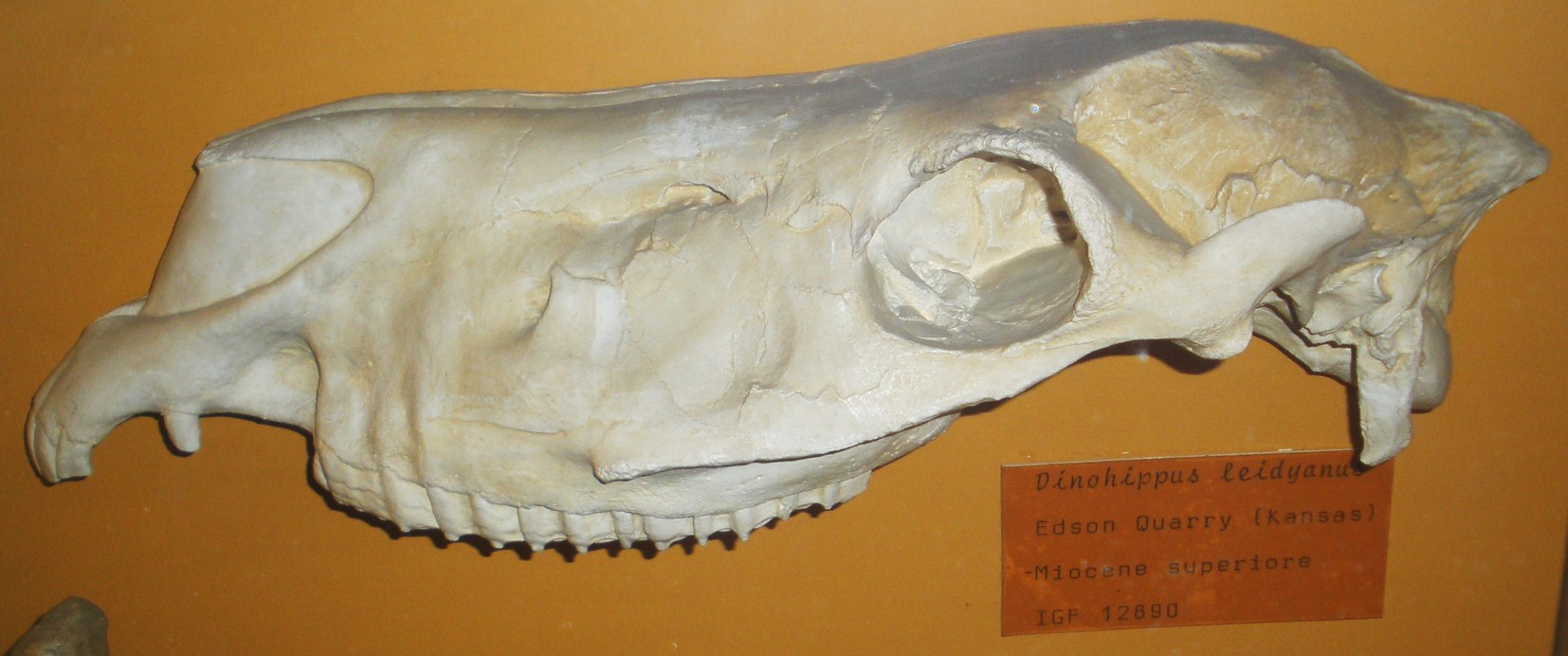
Cranio di Dinohippus leidyanus

## Distribuzione dei fossili
Fossili di Dinohippus sono distribuiti soprattutto in Nord America, in più di 30 siti: dalla Florida all'Alberta e nel Messico centrale.